# 別所岳サービスエリア
別所岳サービスエリア（べっしょだけサービスエリア）は、石川県七尾市および鳳珠郡穴水町にあるのと里山海道（法律上は能越自動車道との重複区間）上にあるサービスエリアである。

## 概要
上下線のSAが海側に設置されており、下り線（金沢 → 穴水）の側からは本線の下をくぐり抜けて到達するようになっている。別所岳（標高358m）の中腹に位置し、七尾北湾や能登島、天気がよければ立山連峰を望むことができる。下り線エリア内には展望台（別所岳スカイデッキ「能登ゆめてらす」）がある。上り線エリアから展望台までの遊歩道もあり、展望台完成により上下線の往来ができるようになった。
レストランや観光情報を提供する施設として、当SA内に奥能登山海市場（おくのとさんかいいちば）が2014年（平成26年）7月にオープンした（奥能登広域圏事務組合が運営）。
パーキングエリア内にはバス停留所は設置されていないが、北鉄奥能登バス珠洲特急線、珠洲宇出津特急線のそれぞれ金沢方面ゆきのトイレ休憩箇所として利用されている。

## 歴史
- 1978年（昭和53年）11月1日 - 能登半島縦貫自動車道の横田IC - 此木IC間（現在の穴水IC）の開通に伴い、供用開始[1][2][3][10]。
- 1982年（昭和57年）11月17日 - 能登有料道路の柳田IC - 徳田大津IC間が開通[3][11][12]、これに伴い能登有料道路が全線開通[3]。
- 2007年（平成19年）
  - 3月25日 - 同日発生した能登半島地震により、当SAを含む柳田IC - 穴水IC間が通行止となる[13][14]。観光バス4台を含む137人が孤立したものの、当日中に避難完了[15][16][17]。
  - 4月27日 - 横田IC - 穴水IC間の通行止を解除[13][18][19]。被害が甚大であったため、当SAの再開は見送りとなった[19]。
  - 11月30日 - 上り線側復旧[18]。
  - 12月21日 - 下り線側復旧（全面復旧）[18]。
- 2010年（平成22年）4月25日 - 展望台「別所岳スカイデッキ 能登ゆめてらす」が完成[4][20]。
- 2013年（平成25年）3月31日 - 能登有料道路が無料化されたことに伴い、所属路線がのと里山海道となる[3]。 -
- 2014年（平成26年）
  - 4月 - 上下線パーキング連絡通路の完成により、金沢方面、穴水方面より車両のUターンが可能になる。また、上り線より下り線パーキングの駐車場の利用も可能となった。（逆方向は通路の配置の都合上駐車場の利用は出来ない）[要出典]
  - 7月20日 - 交流施設奥能登山海市場が開業[7]。

## 道路
- E41 のと里山海道（法律上は能越自動車道との重複区間）

## 施設

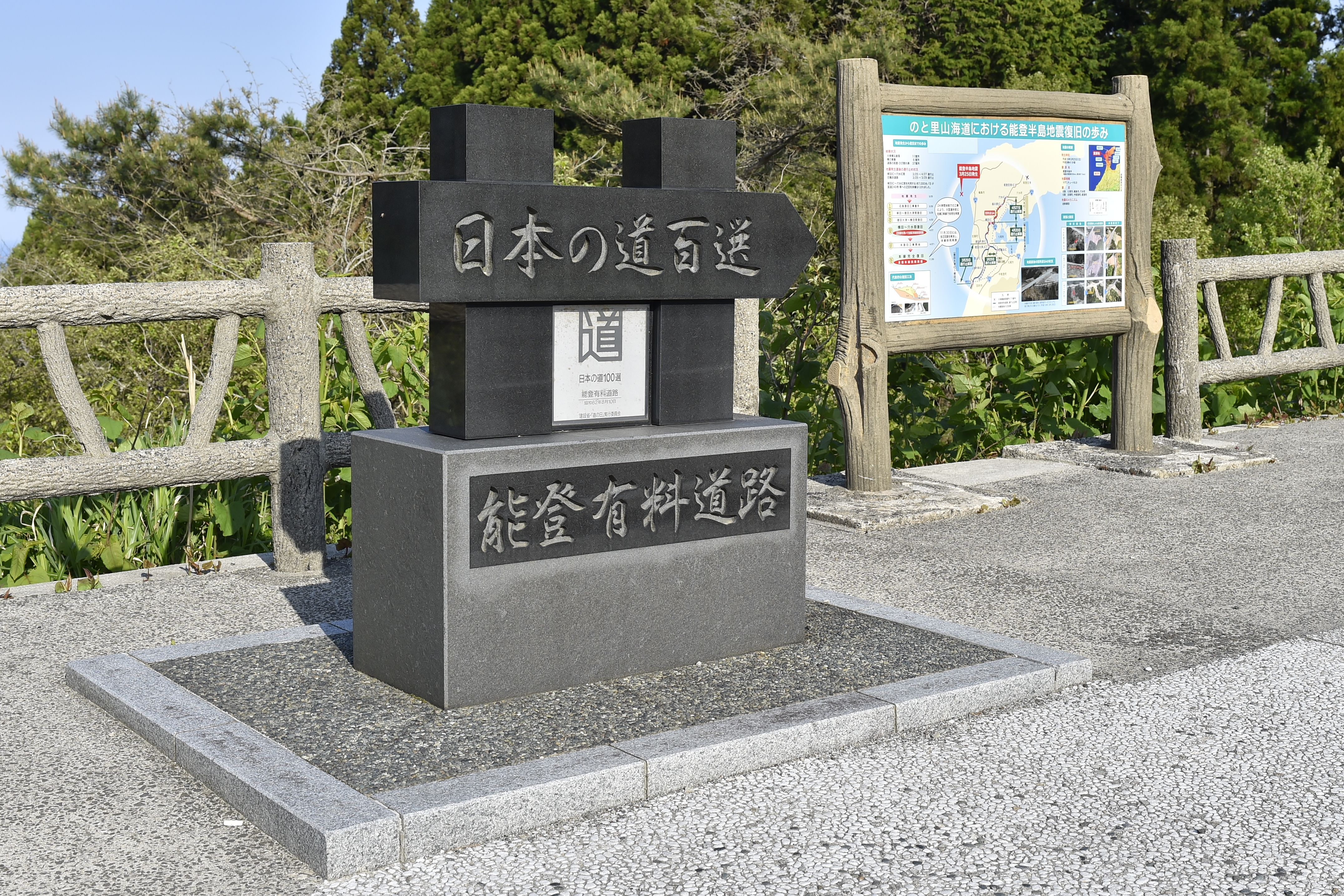
別所岳サービスエリア（上り）敷地内にある能登有料道路の「日本の道100選」顕彰碑

### 金沢方面
- 駐車場
  - 大型 8台
  - 小型 67台
  - 身障者用 1台
- トイレ
  - 男性 大6・小8
  - 女性 9
  - 車椅子用 1

### 穴水方面
- 駐車場
  - 大型 3台
  - 小型 39台
  - 優先 2台
- トイレ
  - 男性 大2・小3
  - 女性 5
  - 車椅子用 1
- 展望台（「別所岳スカイデッキ 能登ゆめてらす」）

### 奥能登山海市場

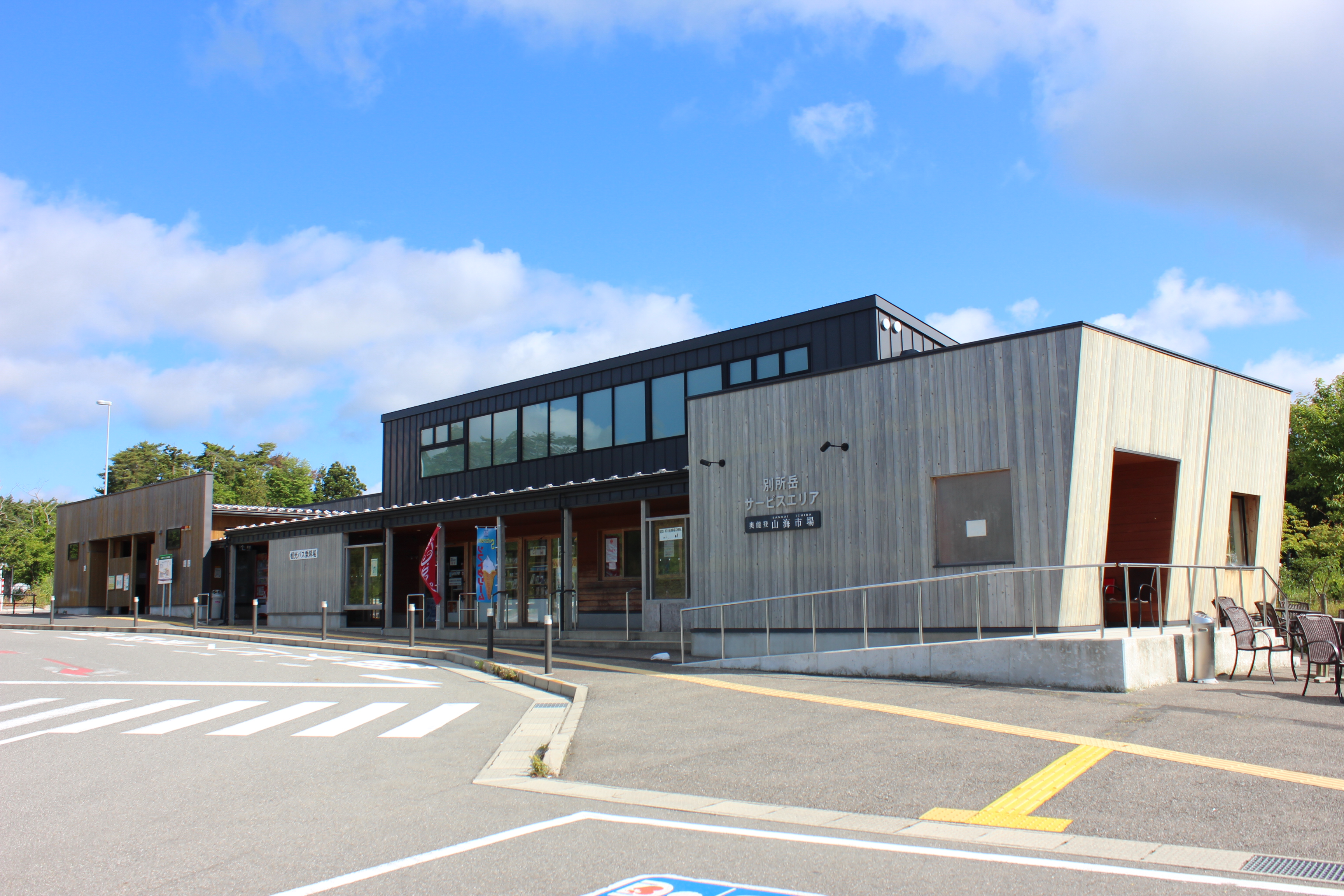
奥能登山海市場

奥能登山海市場は下り線側にあるが、遊歩道や上下線パーキング連絡通路を使用して上り線からも利用できる。
- 所在地：石川県七尾市中島町田岸ソ1番地8[5]
- 営業時間：9:00 - 18:00（冬季は9:00 - 17:00）

### 別所岳スカイデッキ 能登ゆめてらす
下り線（穴水方面）エリアの敷地内にある展望台。上り線（金沢方面）エリアとの間には遊歩道があり、上り線エリアからも利用できる。能登半島地震の復旧工事の際に使用された土砂採取地の跡地に整備し開設した。
展望台は高さ13m。スロープと階段のついた「空中回廊」と、エレベーターで頂部へ上ることができる。期間によって開場時間が異なる（下記参照）。入場無料。
展望台の利用可能時間
- 3月15日 - 5月15日：7:00 - 17:00[5]
- 5月16日 - 9月15日：6:00 - 19:00[5]
- 9月16日 - 12月15日：7:00 - 17:00[5]
- 12月16日 - 3月14日：9:00 - 16:30（土曜日・日曜日・祝日、ならびに12月28日から12月31日までの期間に限る）

## 隣接区間
E41 のと里山海道（能越自動車道との重複区間）
横田IC - 別所岳SA - 越の原IC